# C'hanno preso tutto
C'hanno preso tutto è il primo album di Samuele Bersani, pubblicato nel 1992 e prodotto da Beppe D'Onghia e Bruno Mariani per la Pressing.

## Tracce
Testi e musiche di Samuele Bersani.
1. Chicco e Spillo – 4:19
2. Il mostro – 5:17
3. Restiamo ancora qui – 5:24
4. Voglio un pianoforte – 4:11
5. Domatore – 4:10
6. 2 settembre – 4:01
7. Dalla piccola finestra – 4:04
8. Bottiglie vuote – 3:40

## Formazione
- Samuele Bersani – voce, cori, tastiera
- Beppe D'Onghia – tastiera, cori, pianoforte
- Bruno Mariani – chitarra, cori
- Lele Melotti – batteria
- Domenico Sputo – fischio, cori, sax
- Iskra Menarini, Carolina Balboni, Angela Baraldi – cori